# Ramón Ferreyros
Ramón Ferreyros Pomar (Lima, Perú, 27 de diciembre de 1963) es un piloto de automovilismo peruano, participante en rallys en diversos países. Ha competido en el Campeonato Mundial de Rally desde 1998 hasta 2004.

## Biografía
Ramón Ferreyros nació siendo hijo de Ramón Ferreyros Aspillaga y Mariela Pomar Rospigliosi, hermana del surfista Felipe Pomar y sobrino de la cocinera Emma Pomar. Estudió en el Markham College.
El 2 de junio del 2005 contrajo matrimonio civil con la conocida astróloga Josie Diez-Canseco de la Guerra, con quien ha tenido tres hijos: Alexandra y los mellizos Rodrigo y Diego.

## Palmarés

### Resultados en el Campeonato del Mundo
| Año  | Equipo  | Coche                       | 1      | 2       | 3       | 4       | 5       | 6       | 7      | Posic. | Puntos |
| ---- | ------- | --------------------------- | ------ | ------- | ------- | ------- | ------- | ------- | ------ | ------ | ------ |
| 1999 | ¿?      | Subaru Impreza WRX          | POR 22 | GRE 17  |         |         |         |         |        | -      | 0      |
| 1999 | ¿?      | Mitsubishi Lancer Evo VI    |        |         | CHI Ret |         |         |         |        | -      | 0      |
| 1999 | ¿?      | Mitsubishi Lancer Evo V     |        |         |         | GBR 22  |         |         |        | -      | 0      |
| 2000 | ¿?      | Mitsubishi Lancer Evo VI    | POR 18 | ESP Ret | ARG 15  | GRE 14  | FRA 22  | ITA 26  | GBR 21 | -      | 0      |
| 2001 | ¿?      | Mitsubishi Lancer Evolution | GBR 12 |         |         |         |         |         |        | -      | 0      |
| 2002 | Privado | Mitsubishi Lancer Evo VII   | FRA 17 |         | ARG 10  |         |         |         |        | -      | 0      |
| 2002 | Privado | Mitsubishi Lancer Evo VI    |        | CHY 7   |         |         |         |         |        | -      | 0      |
| 2003 | Privado | Mitsubishi Lancer Evo VI    | NZL 19 |         | CHY Ret |         | AUS Ret |         |        | -      | 0      |
| 2003 | Privado | Mitsubishi Lancer Evo VII   |        | ARG Ret |         | GER Ret |         | FRA Ret |        | -      | 0      |
| 2004 | Privado | Subaru Impreza WRX STi      | MEX 12 | ARG 13  |         |         |         |         |        | -      | 0      |

- 2007 	
  - 1.º Chile Rally Antofagasta
  - 1.º Chile Rally Valdivia
  - 1.º Chile Rally Concepción
  - Campeón Nacional Chileno Categoría N3
- 2006
  - 1.º Chile Rally Viña
  - 1.º Chile Rally Santiago
  - 1.º Chile Rally Pucón
  - 1.º Chile Rally Antofagasta
  - 1.º Chile Rally Osorno
  - 1.º Chile Rally Coyhaique
  - Chile Campeón Sudamericano Grupo N/Subcampeón Absoluto
  - Campeón Sudamericano de Rally/Piloto Interamericano del Año
- 2005 
  - Perú 1.º General Rally Huancayo
  - Brasil 1.º General Rally Bento Goncalves
  - Uruguay 2.º General/1.º N Rally del Atlántico
  - Paraguay 5° General/3.º N	Rally Guairá
- 2004
  - Chile 1.º General		Rally de Santiago
  - Bolivia 1.º General Rally de Cochabamba
  - Brasil 1.º General Rally de Erechim
  - México 2° Producción Rally México WRC
  - Paraguay 2° General Rally Caaguazú
  - Uruguay 3.º General	Rally del Atlántico
  - Argentina 5.º Producción Rally Argentina WRC (FIA B) Piloto Prioritario
- 2003
  - Nueva Zelanda 5° Producción		Rally Nueva Zelanda WRC
  - Argentina	DNF			Rally Argentina	WRC
  - Argentina 3.º Campeonato Mundial de Autos de Producción
- 2002		
  - Argentina 1° Producción		Rally Argentina	WRC
  - Francia 1° Producción		Rally de Córcega WRC
  - Australia 4.º Producción		Rally de Australia WRC
  - Chipre DNF		Rally de Chipre WRC
  - Finlandia DNF	Rally de Finlandia WRC
  - Nueva Zelanda	DNF			Rally de Nueva Zelanda WRC

- 2001
  - Campeón Nacional Peruano
  - Gran Bretaña	2° Grupo N		Rally Gran Bretaña WRC
  - Ecuador	1° General		Rally Integración
  - México	1° General		Rally México Rally América
  - Perú		1° General		Rally Ciudad de Arequipa
  - Perú		1° General		Rally del Cusco
  - Perú		1° General		Rally Nocturno
  - Perú		1° General		Rally Puesta al Sol
  - 6.º Campeonato Mundial Grupo N
- 2000
  - Portugal	3° Grupo N 		Rally de Portugal WRC
  - España	DNF			Rally de Cataluña WRC
  - Argentina	4° Grupo N 		Rally de Argentina WRC
  - Grecia	4° Grupo N 		Rally de Acrópolis WRC
  - Francia	5° Grupo N 		Rally de Córcega WRC
  - Italia	5° Grupo N 		Rally de San Remo WRC
  - Gran Bretaña	4° Grupo N 		Rally de Gran Bretaña WRC
- 1999
  - Gran Bretaña	1° Grupo N		Rally de Gran Bretaña WRC
  - Grecia	2° Grupo N		Rally de Acrópolis WRC
  - Portugal	4° Grupo N		Rally de Portugal WRC
  - China	DNF			Rally China WRC
- 1998
  - Gran Bretaña	7° Grupo N 		Rally de Gran Bretaña WRC
  - Perú		1° General		Premio Presidente de la Rep.
  - Perú		1° General		Rally Nacam
  - Perú		1° General		Rally Chincha
  - Perú		1° General		Rally Huaral
  - Perú		1° General		Premio Arequipa

- 1997
  - Perú		1° General		Premio Caminos del Inca
  - Perú		1° General		Rally Apertura
  - Perú		1° General		Rally Sur Chico
  - Perú		1° Clase		Rally Nocturno
  - Perú		3° General

		1° Clase		Gran Premio Arequipa 	
- - Perú		5° General
  - España	1° Clase		Rally La Coruña
- 1996 
  - Subcampeón Nacional
  - Campeón Nacional
- 1995	
  - Perú	1° General		Lima-Pucallpa-Lima
  - Perú	1° General		Valle Sagrado Cusco
  - Perú	1° General		Premio Arequipa
  - Perú	1° General		Lima-Canta-Lima
  - Perú	4° General 1° Clase		6 Horas Peruanas
  - (FIA B) Piloto Prioritario
- 1994
  - Perú	1° General		Rally Lima-Canta-Lima
  - Perú	1° General		Rally Tambopata (Huancayo)
  - Perú	1° Clase	5° General		Rally Lima-Huanuco-Tarma-Lima
  - Perú	1° Clase	2° General		6 Horas Peruanas
  - (FIA B) Piloto Prioritario
  - 6° Campeonato Europeo
- 1993
  - Portugal	2° General		Rally Vino de Madeira		Lancia
  - Bélgica	3° General		Rally 24 Heurs d´Ypres		Lancia Deltona
  - Bélgica	3° General		Rally Boucles de Spa		Lancia Delta
  - (FIA B) Piloto Prioritario
- 1992
  - Portugal	5.º General	 Rally Vinho de Madeira
  - España	1° Grupo N	 Rally Mediterráneo Costa Blanca
  - Bélgica	1° Clase 4 Rally Boucles de Spa
  - (FIA B) Piloto Prioritario
- 1991
  - España	1° Grupo N Rally Valeo
  - Portugañ	1° Grupo N		Rally Vinho de Madeira
  - Gran Bretaña	3° Grupo N		Rally Internacional País de Gales
  - España	1° Grupo N	Antes de retirarse	Rally El Corte Inglés
  - Campeón Europeo Grupo N
- 1990		
  - Gran Bretaña1° Grupo N		Rally Manx Internacional
  - España	2° Grupo N		Rally Valeo Internacional
  - Bélgica 1° Grupo N		Rally 24 h d´Ypres
  - (FIA B) Piloto Prioritario
- 1989
  - Bélgica	2° Grupo N		Rally Boucles de Spa
  - Bélgica	3° Grupo N 	Rally 24 Heurs d´Ypres
  - Bélgica	3° Grupo N		Carrera de Circuito 24 h de SP
  - Bélgica	1° Grupo N	Antes de retirarse	Rally Van Looi
  - Bélgica	1° Grupo N	Antes de retirarse	Rally Condroz 			 *1988
  - Bélgica	1° Grupo N 	Rally 24 Heurs d´Ypres
  - Gran Bretaña 3° Grupo N		Rally Cartel Internacional
  - Gran Bretaña 4° Grupo N		Rally Welsh
  - Gran Bretaña 1° Grupo N Antes de retirarse	Rally Manx Internacional
  - Irlanda 1° Grupo N	Antes de retirarse	Rally Ulster Internacional
- 1987	
  - Irlanda	1° Grupo N		Rally Cork Internacional
  - Escocia	2° Grupo N		Rally de Escocia
  - Irlanda	2° Grupo N		Rally Circuito de Irlanda
  - Gran Bretaña 1° Grupo N		Antes de retirarse	Rally Manx Internacional
  - Irlanda	1° Grupo N	Antes de retirarse	Rally Ulster Internacional

- 1986
  - Finlandia		1° Clase 7 	Hankiralli

- 1985	
  - USA	1° General		Rally Las Vegas
  - USA 1° General 		Rally Gold Rush Colorado
  - USA 7 ° General		Rally Olympus Internacional
  - 1° Grupo 2